# Allogymnopleurus splendidus
Allogymnopleurus splendidus är en skalbaggsart som beskrevs av Bertoloni 1849. Allogymnopleurus splendidus ingår i släktet Allogymnopleurus och familjen bladhorningar. Inga underarter finns listade i Catalogue of Life.